# Centre national des archives (Burkina Faso)
La Direction Générale des archives Nationales (DGAN), anciennement Centre National des Archives (CNA) du Burkina Faso a été créé le 26 septembre 1970, et occupe depuis 2000, les locaux de l’ancien « Hôtel des députés » . 
Le projet archivistes sans Frontières accompagne le Burkina Faso ,de

## Historique
- La circulaire du 22 octobre 1909 donne des instructions relatives  aux archives coloniales qui marque une prise en considération des archives dans les colonies françaises d’Afrique.
- La suppression de la Haute-Volta en 1932, et son partage entre la Côte d'Ivoire, le Soudan français (Mali) et le Niger, a retardé l'organisation d'un dépôt d'archives bien structuré.
- En 1953, l'arrêté général N°5065/IFAN du 9 juillet a structuré les archives de l'AOF.
- Les Archives Nationales voient le jour à la suite des conflits frontaliers entre le Burkina Faso et la République du Mali. Ainsi, c'est par le décret N°70-156/PRES du 25 juillet 1970 que  le Centre National des Archives (CNA) a été créé.
- Plus tard, le CNA devient DGAN ( Direction Générale des Archives Nationales). 

## Caractéristiques
La Direction Générale des Archives nationales au Burkina Faso est chargé de collecter, contrôler, sauvegarder et valoriser les archives publiques et privées du pays, ainsi que de rechercher et rapatrier les fonds d'archives conservés à l'étranger. Son rôle est de préserver la mémoire nationale et rendre ces archives accessibles à divers publics,.